# پان تفاردوفسکی (فیلم ۱۹۲۱)
پان تفاردوفسکی (انگلیسی: Pan Twardowski) یک فیلم صامت در ژانر فانتزی و صامت به کارگردانی ویکتور بیگانسکی است که در سال ۱۹۲۱ منتشر شد. از بازیگران آن می‌توان به ووادیسواف گرابوفسکی و استانیسواوا اومینسکا اشاره کرد.
این فیلم یکی از اقتباس‌های سینمایی دربارهٔ شخصیت پان تفاردوفسکی است.